# Johann Adam Kesel

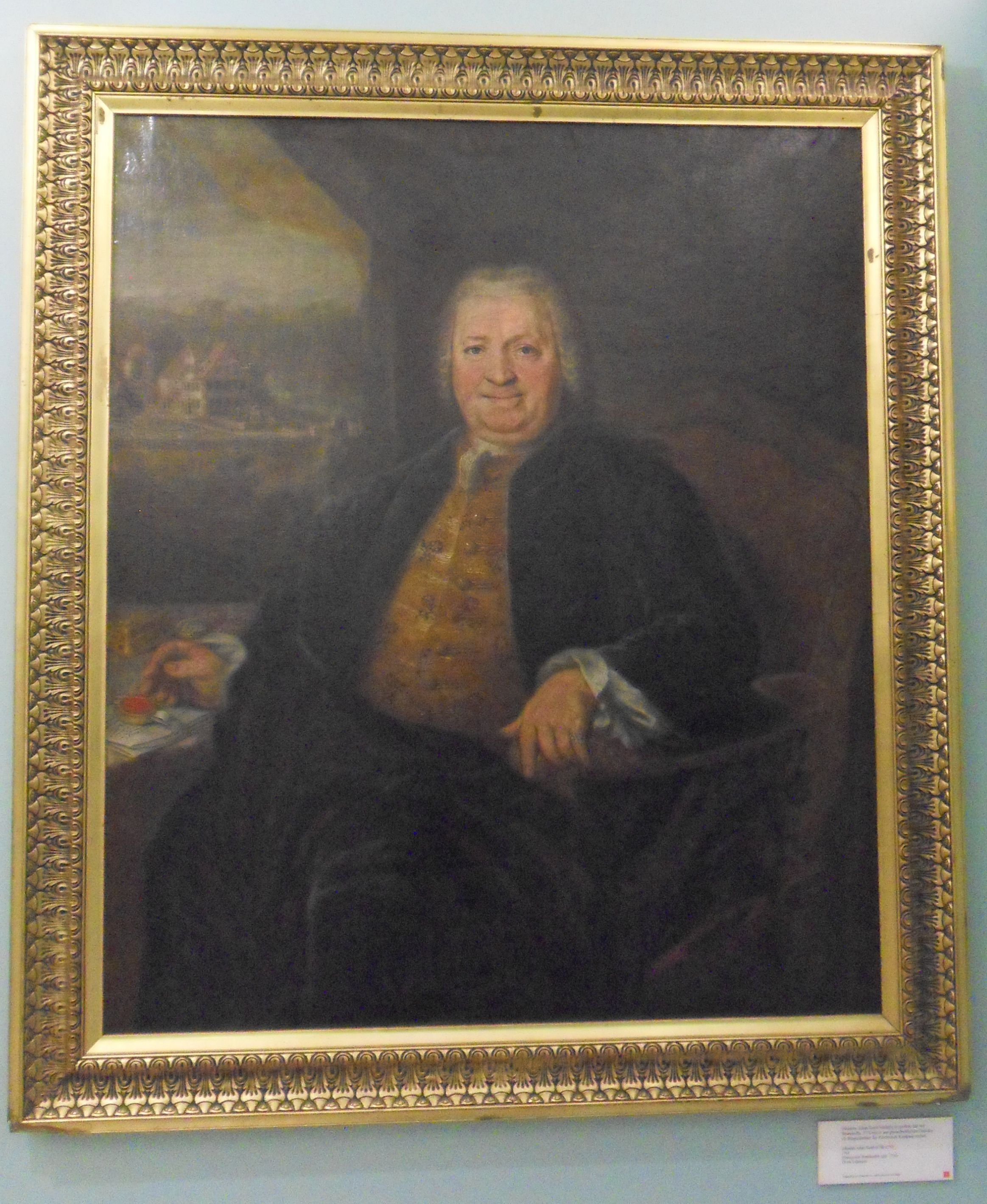
Johann Adam Kesel

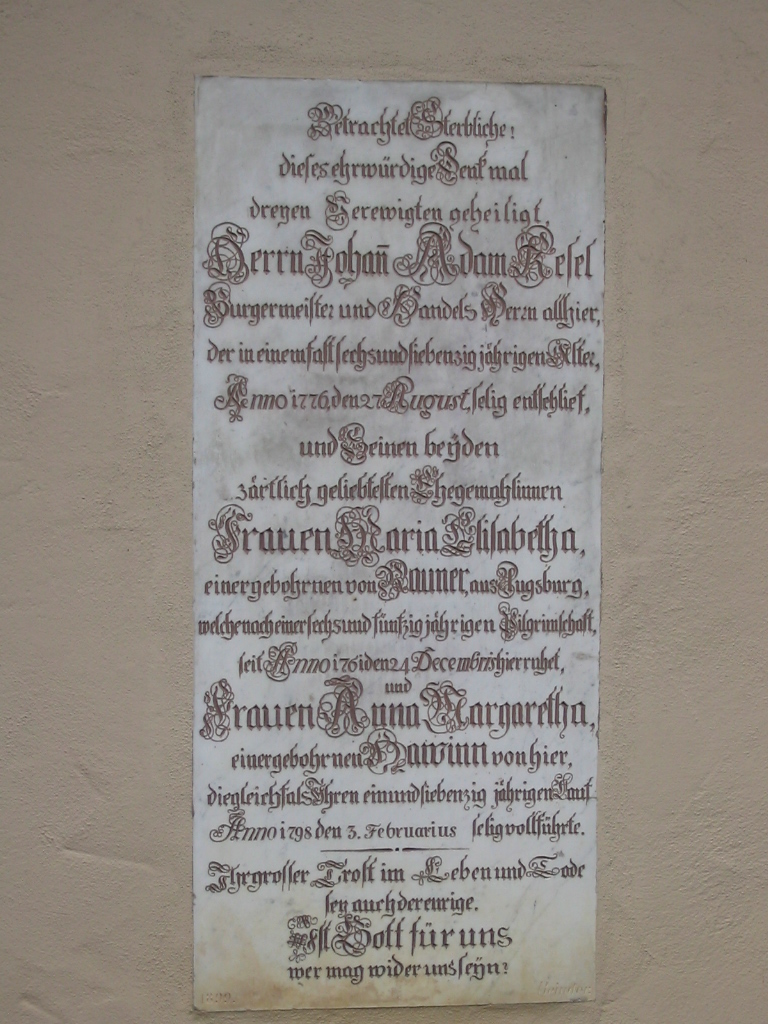
Grabinschrift von Johann Adam Kesel auf dem evangelischen Friedhof in Kempten

Johann Adam Kesel (* 29. Dezember 1700 in Kempten; † 17. August 1776 ebenda) war ein deutscher Kaufmann sowie Bürgermeister der Reichsstadt Kempten. Er gehörte dem Kemptener Patriziergeschlecht Kesel an.

## Leben
Johann Adam Kesel war der Sohn von Christianus Kesel (1680–1746) und Catharina Scheffer (1670–1754). Er war eines von vier Geschwistern.
Für das Jahr 1760 ist bezeugt, dass Johann Adam Kesel Rats- und Kaufmann in Kempten war. Er pflegte als Händler mit Stoffen, Pelzen und Rauchwaren Handelskontakte in ganz Europa und war auch auf der Leipziger Messe vertreten. Kesel war zu seiner Zeit einer der reichsten Bürger Kemptens, was sich an der Höhe seiner Steuerzahlungen ablesen lässt: Im Jahre 1764 zahlte er 1385 Gulden Steuern; Wirte in Kempten zahlten in dieser Zeit höchstens 60 Gulden. Daher trug er auch den Beinamen „Gulden-Kesel“. Ihm gehörte das Wagenseilanwesen im Freudental. 
Johann Adam Kesel war in den Jahren 1764 bis 1773 Bürgermeister der Reichsstadt Kempten. Mit 64 Jahren wurde er zum Bürgermeister auf Lebenszeit („consul rei publicae Campidonensis“) gewählt.
Am 16. Februar 1726 heiratete er die 1705 geborene Elisabeth Rauner aus Augsburg. Sie starb 1761 und wurde am 24. Dezember bestattet. Kesels zweite Ehefrau, die er am 29. August 1762 heiratete, war die 1727 geborene Anna Margareta Hauin (Tochter von Hieronymus Hau) aus Kempten, die 1798 starb und am 6. Februar beigesetzt wurde.
Johann Adam Kesel starb am 17. August 1776 im Alter von 75 Jahren. Beigesetzt wurde er auf dem Evangelischen Friedhof Kempten unterhalb der Burghalde.
Johann Adam Kesel gründete in Kempten zwei Stiftungen: Im Jahr 1772 richtete er eine Stipendienstiftung ein, im April 1776 folgte eine Familienfideikommiss-Stiftung in Höhe von 50.000 Gulden, aus deren Erträgen alle seine in Kempten lebenden männlichen Nachkommen gefördert wurden. Um 1950 wurden die Stiftungen aufgelöst.